# لويزاو (لاعب كرة قدم مواليد 1975)
لويس كارلوس بونبوناتو غولارت الشهير باسم لويزاو (14 نوفمبر 1975) لاعب كرة قدم برازيلي يلعب في مركز الهجوم .

## روابط خارجية
- لويس كارلوس بونبوناتو جولارت على موقع الاتحاد الدولي (مؤرشف)  (الإنجليزية)
- لويس كارلوس بونبوناتو جولارت على موقع الاتحاد الأوربي (الإنجليزية)
- لويس كارلوس بونبوناتو جولارت على موقع رابطة كرة القدم اليابانية للمحترفين (اليابانية)
- لويس كارلوس بونبوناتو جولارت على موقع قاعدة بيانات كرة القدم.إي يو (الإنجليزية)
- لويس كارلوس بونبوناتو جولارت على موقع ناشيونال فوتبول تيمز (الإنجليزية)
- لويس كارلوس بونبوناتو جولارت على موقع Soccerway.com (الإنجليزية)
- لويس كارلوس بونبوناتو جولارت على موقع عالم كرة القدم.نت (الإنجليزية)
- لويس كارلوس بونبوناتو جولارت على موقع أوليمبيديا (الإنجليزية)
- لويس كارلوس بونبوناتو جولارت على موقع اللجنة الأولمبية البرازيلية (البرتغالية)